# Strada europea E56
La E56 è una strada europea che collega Norimberga a Sattledt. Come si evince dalla numerazione, si tratta di una strada intermedia con direzione ovest-est.

## Percorso
La E56 è definita con i seguenti capisaldi di itinerario: "Norimberga - Ratisbona - Passavia - Wels - Sattledt".